# Museo degli organi Santa Cecilia
Il museo degli organi Santa Cecilia è un museo situato a Massa Marittima (GR), all'interno del convento di San Pietro all'Orto.

## Storia
Il museo nasce nel 2002 con l'istituzione della Fondazione Santa Cecilia, intitolata alla santa patrona della musica, all'interno della chiesa di San Pietro all'Orto per volere di Lorenzo Ronzoni, professore e collezionista modenese. Il prof. Ronzoni, trasferitosi a Massa Marittima, ha fatto restaurare l'antica chiesa e vi ha allestito un'interessante raccolta di strumenti musicali antichi unica in Italia, tra cui organi del Seicento, Settecento e Ottocento, oltre che clavicembali e fortepiani.
Nel corso degli anni l'attività del museo è stata apprezzata in Italia e soprattutto all'estero (Russia, Germania).

## Edificio
Il museo degli organi è allestito nelle stanze dell'antica chiesa di San Pietro all'Orto, risalente al 1197 e successivamente abbandonata in seguito alla costruzione dell'adiacente chiesa di Sant'Agostino. Parte dell'interno della chiesa è stata fatta restaurare dal professor Ronzoni, facendo tornare alla luce frammenti di affreschi medievali. Si pensa inoltre che alcuni di questi affreschi possano essere attribuibili ad Ambrogio Lorenzetti, in quanto identificabili con quelli descritti dal Vasari nelle Vite.

## Sale espositive
All'interno del museo è allestita un'interessante raccolta di organi da chiesa che documentano un vasto periodo che va dal XVII secolo fino all'Ottocento.
Tra i più antichi vi sono un organo di scuola emiliana del Seicento, un organo umbro dello stesso secolo, un altro molisano di Liberatore Pallotti ed un raro organo portativo di Carlo Traeri del 1686. Tra gli organi settecenteschi sono da segnalare un imponente organo d'arte siciliana di Gaetano Platania (1771), un organo positivo di Agostino Traeri (1756), un magnifico esempio di arte napoletana nell'organo di Domenico Mancini (1742) ed un interessante organo positivo di scuola emiliana (1746). Per quanto riguarda l'Ottocento si segnalano un organo napoletano con registri a pomelli d'ottone (1836) ed un organo modenese di Luigi Boselli.
Nel museo una sezione è dedicata inoltre all'evoluzione storico-tecnologica e stilistica del pianoforte: un fortepiano italiano a coda del 1790; un fortepiano a tavolo inglese di Georgius Pether a cinque ottave (1790), prima tipologia di strumenti a tavolo inglesi; due fortepiani viennesi, uno a coda di Daniel Dörr a cinque pedali e sei ottave (1820) ed un altro di Jakob Weiss in radice di noce a sei ottave e mezzo (1830-35); un autopiano a quattro rulli con dieci pezzi musicali ciascuno (1830); fino ai pianoforti ottocenteschi, come quello di Johannes Baptist Streicher con tastiera di sette ottave in avorio ed ebano (1865) ed il pianoforte a coda tedesco Blüthner del 1892.
Tra gli altri strumenti musicali facenti parte della corposa collezione emergono un clavicembalo italiano a due registri della fine del Seicento, con un interessante dipinto ad olio settecentesco di scuola romana sulla parte interna della cassa levatoia, e una ghironda parigina Sounier della metà del XVIII secolo. Inoltre, il museo espone una vasta raccolta di incisioni, litografie e stampe dal Seicento al XX secolo, oltre che un interessante antifonario romano edito a Venezia dall'editore Nicola Pezzana nel 1718.